# Benoît Pellistrandi

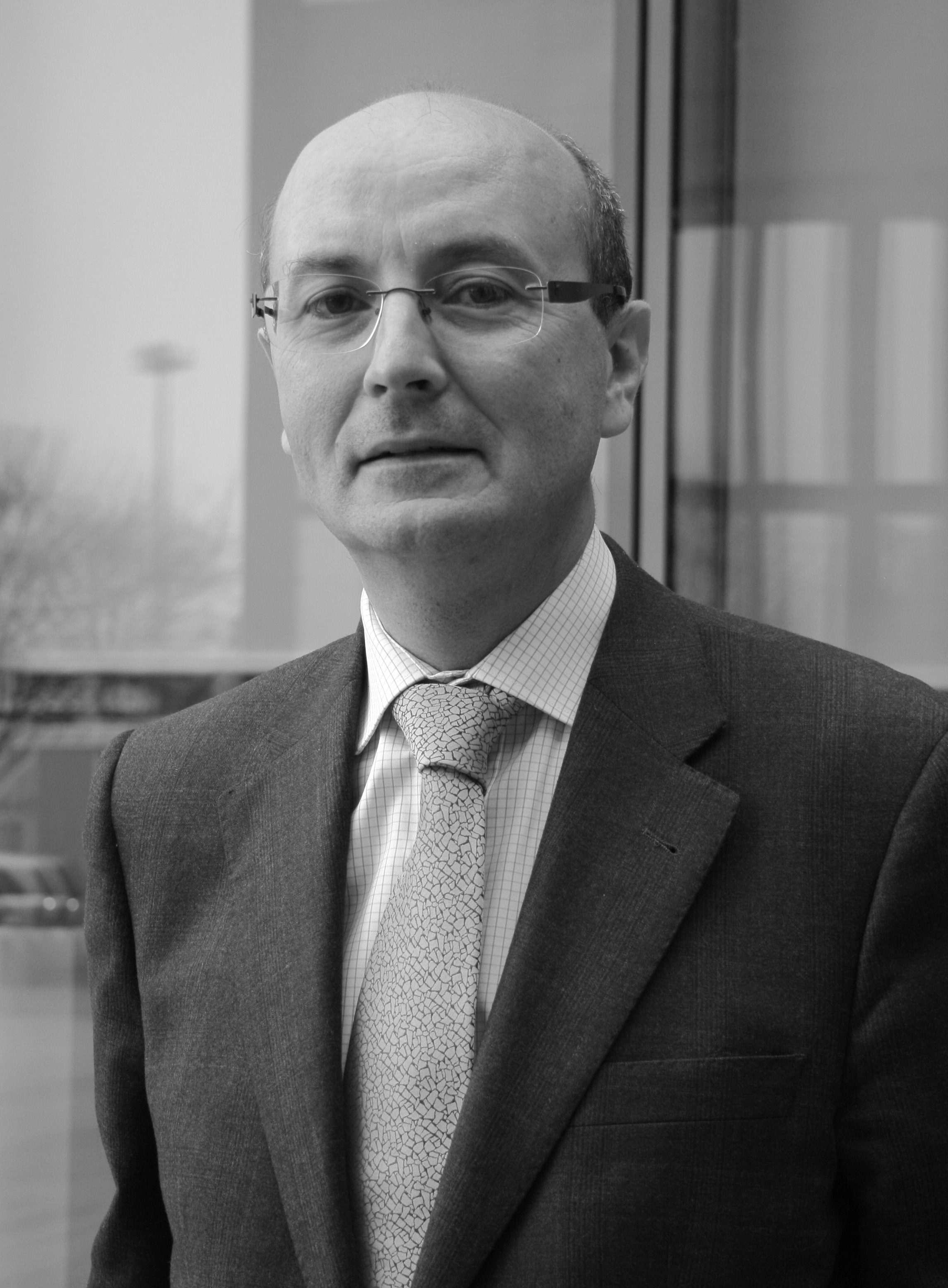
Pellistrandi en 2012

Benoît Pellistrandi (1966) es un historiador e hispanista francés.

## Biografía
Nació en 1966 en París. Es autor de Un discours national? La Real Academia de la Historia entre science et politique (1847-1897) y Histoire de l'Espagne. Des guerres napoléoniennes à nos jours (2013). Ha dirigido obras como L’Histoire religieuse en France et en Espagne (2001), donde se compilan las actas de un coloquio que tuvo lugar el abril de 2001 en la Casa de Velázquez; La historiografía francesa del siglo XX y su acogida en España (2002)
Director de estudios de la Casa de Velázquez entre 1995 y 2005, es académico correspondiente de la Real Academia de la Historia.